# Chiasognathus granti
Chiasognathus granti je druh brouka rodu Chiasognathus z čeledi roháčovití, žijící v Argentině a Chile.. Je také nazýván Darwinův brouk po anglickém přírodovědci Charlesu Darwinovi, který získal exempláře v Chile během své druhé výpravy na lodi HMS Beagle. Navzdory dlouhým kusadlům brouka, si badatel poznamenal, že „stisk čelistí na malíčku nedosahoval takové síly, aby způsobil bolest.“.